# 弘前劇場
特定非営利活動法人弘前劇場（ひろさきげきじょう）は、青森県青森市に本拠地を置いているNPO法人。略称「ひろげき」。日本では珍しい、国際的に知名度の高い地域劇団（リージョナルシアター）だった。代表者は長谷川孝治。

## 沿革
- 1978年：長谷川孝治（劇作、演出）、福士賢治（俳優）、野村眞仁（舞台監督）を中心に劇団旗揚げ。当初は弘前市を本拠地としていた。
- 1995年：12月 長谷川孝治、「職員室の午後」で第1回日本劇作家協会最優秀新人戯曲賞受賞
- 2005年 ：3月 畑澤聖悟、「俺の屍を超えていけ」で日本劇作家大会短編戯曲コンクール最優秀賞受賞
- 2015年 ：NPO法人に変更。この際、所属俳優・スタッフは、長谷川・中村を残し全員解雇となった。

## 理念、方法論
- キーワード
  - ドキュメンタリズム -
  - クリティカル・リージョナリズム（批評的地域性）
  - 劇作家2人体制
  - 生活口語
  - FRAGMENT
  - 劇作家2人体制は作家・畑澤聖悟の退団により2005年7月に終了した

## 主要作品
（いずれの作品も地元および首都圏での公演は行われている）
- 「職員室の午後」（1992年、1993年（改訂版）、1995年、2006年）
- 「家には高い木があった」（1994年、1999年、2004年、2005年、2011年）
- 「茜色の空」（1996年）
- 「休憩室」（1997年、2008年）
- 「アメリカの夜」（1998年）
- 「夏の匂い」（1998年、2006年）
- 「秋のソナタ」（1998年、2002年）
- 「春の光」（1999年、2005年、2010年）
- 「冬の入口」(2000年、2001年、2007年)
- 「召命」（2000年、作・演出 畑澤聖悟）
- 「三日月堂書店」（2000年、2010年）
- 「月と牛の耳」（2001年・作・演出 畑澤聖悟）
- 「香水」（2001年）
- 「職員室5:15p.m.」（2001年）
- 「インディアンサマー」（2002年、タイ＋フィリピン＋弘前劇場 国際共同作品）
- 「俺の屍を越えていけ」（2003年・作・演出 畑澤聖悟）
- 「あの川に遠い窓」（1999年、2003年、出演　山田辰夫・村田雄浩）
- 「今日もいい天気」（2003年・作・演出 畑澤聖悟）
- 「季節のはざま」（2003年）
- 「背中から四十分」（2004年・作・演出 畑澤聖悟）
- 「賢治幻想　電柱柱の歌」（2004年・作・別役実）
- 「真冬の同窓会 」(2007年)
- 「檸檬／蜜柑」(2008年)
- 「いつか見る青い空」(2008年)
- 「アザミ」(2001年、2002年、2009年)
- 「アグリカルチャー」（2009年）
- 「夜のプラタナス」（2010年）
- 「地域演劇の人々」（2010年）
- 「海辺の日々」（2011年）
- 「素麺」（2012年）
- 「最後の授業」（2013年）
- 「四人目の黒子」（2014年）

## 劇団員
- 長谷川孝治
- 中村昭一郎

## その他データ
- 関係団体、関係人物など
  - 青年団（平田オリザ）